# Мария Ева София фон Щархемберг
Мария София Терезия Хедвигис Ева фон Щархемберг (на немски: Maria Sophia Theresia Hedwigis Eva von Starhemberg; * 28 октомври 1722, Лондон; † 12 декември 1773, Страсбург) е графиня от австрийския род Щаремберг/Щархемберг и чрез женитби княгиня на Насау-Зиген и ландграфиня на Хесен-Рейнфелс-Ротенбург.

## Произход
Тя е дъщеря, единадесетото дете, на граф Конрад Зигмунд фон Щархемберг (1689 – 1727) и съпругата му Мария Леополдина фон Льовенщайн-Вертхайм-Рошфор (1689 – 1763), дъщеря на княз Максимилиан Карл фон Льовенщайн-Вертхайм-Рошфор (1656 – 1718) и съпругата му графиня Поликсена Мария фон Куен-Лихтенберг-Беласи (1658 – 1712).
Нейният баща е императорски посланик в Лондон (1724 – 1727) и е близък с крал Джордж I.

## Фамилия
Първи брак: на 28 юли 1740 г. във Виена с княз Вилхелм Хиацинт фон Насау-Зиген (1666 – 1743), принц Орански. Тя е третата му съпруга. Те нямат деца. 
Втори брак: на 25 август 1745 г. в Брюл до Кьолн с ландграф Константин фон Хесен-Рейнфелс-Ротенбург (1716 – 1778). Тя е първата му съпруга. Те имат 11 деца, пет сина и шест дъщери:
- Карл Емануел (1746 – 1812), наследник, ⚭ 1771 за принцеса Леополдина фон Лихтенщайн (1754 – 1823)
- Алоис (1749)
- Христиан (1750 – 1782), свещеник
- Карл Константин (1752 – 1821), френски генерал („Citoyen Hesse“)
- Ернст (1758 – 1784), ⚭ Христина фон Барделебен (1765 – 1835)
- Клементина Франциска Ернестина Леополдина (1747 – 1813), абатиса на Сустерен, в Лимбург
- Мария Хедвиг Елеонора (1748 – 1801), ⚭ Жак Леополд дьо ла Тур д'Оверн, херцог на Буйон (1746 – 1802)
- Мария Антония Фридерика Жозефа (1753 – 1823)
- Вилхелмина Мария (1755 – 1816), монахиня
- Леополдина Луиза Мария (1756 – 1761)
- Фридерика Христина Мария (1760)